# Guane
Guane är en ort i Kuba.   Den ligger i provinsen Provincia de Pinar del Río, i den västra delen av landet, 200 km sydväst om huvudstaden Havanna. Guane ligger 22 meter över havet och antalet invånare är 16 548.
Terrängen runt Guane är huvudsakligen platt, men österut är den kuperad. Runt Guane är det ganska tätbefolkat, med 62 invånare per kvadratkilometer. Närmaste större samhälle är Sandino, 18,3 km sydväst om Guane. Omgivningarna runt Guane är en mosaik av jordbruksmark och naturlig växtlighet.